# SEAT Alhambra
SEAT Alhambra (укр. Сеат Альгамбра) - семимісний мінівен, що виготовляється Volkswagen Group під брендом Seat. Випускається з 1996 року на заводі AutoEuropa в місті Палмела, Португалія. Автомобіль практично ідентичний Volkswagen Sharan. Назва походить від знаменитого архітектурно-паркового ансамблю Альгамбра.

## Перше покоління Typ 7M (1996-2010)

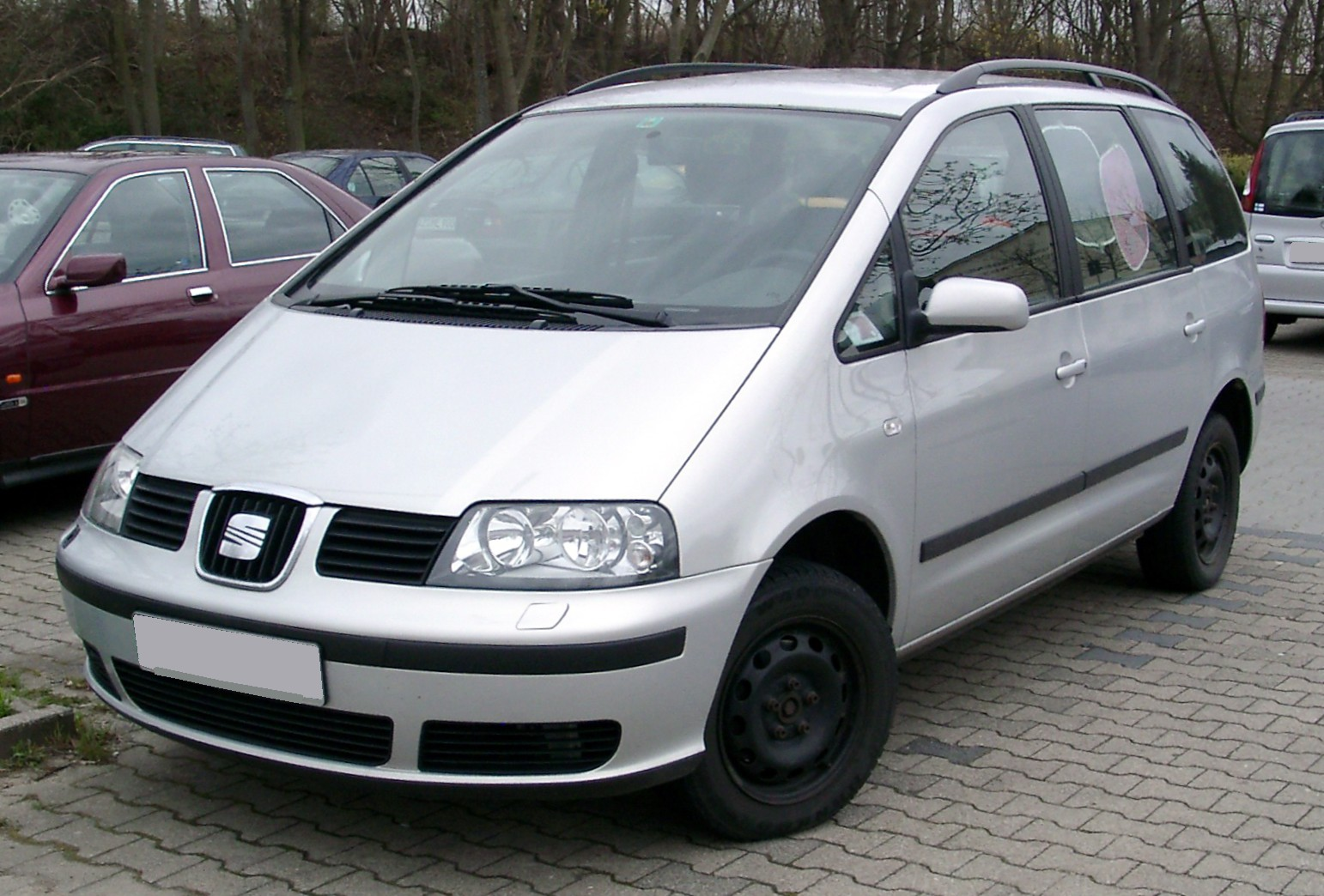
Seat Alhambra I (2000-2010)

Концерн Ford спільно з концерном Volkswagen AG розробили, і з травня 1995 року почали виробляти разом Volkswagen Sharan і Ford Galaxy. В 1996 році на заводі почалося виробництво SEAT Alhambra. Всі три моделі були розроблені на одній базі, у них була схожа форма кузова, відрізнялися вони між собою лише незначними деталями екстер'єру, а Ford Galaxy — ще й дизайном інтер'єру.
В 2000 році модель модернізували, змінивши зовнішній вигляд і оснащення.

## Друге покоління Typ 7N (з 2010)

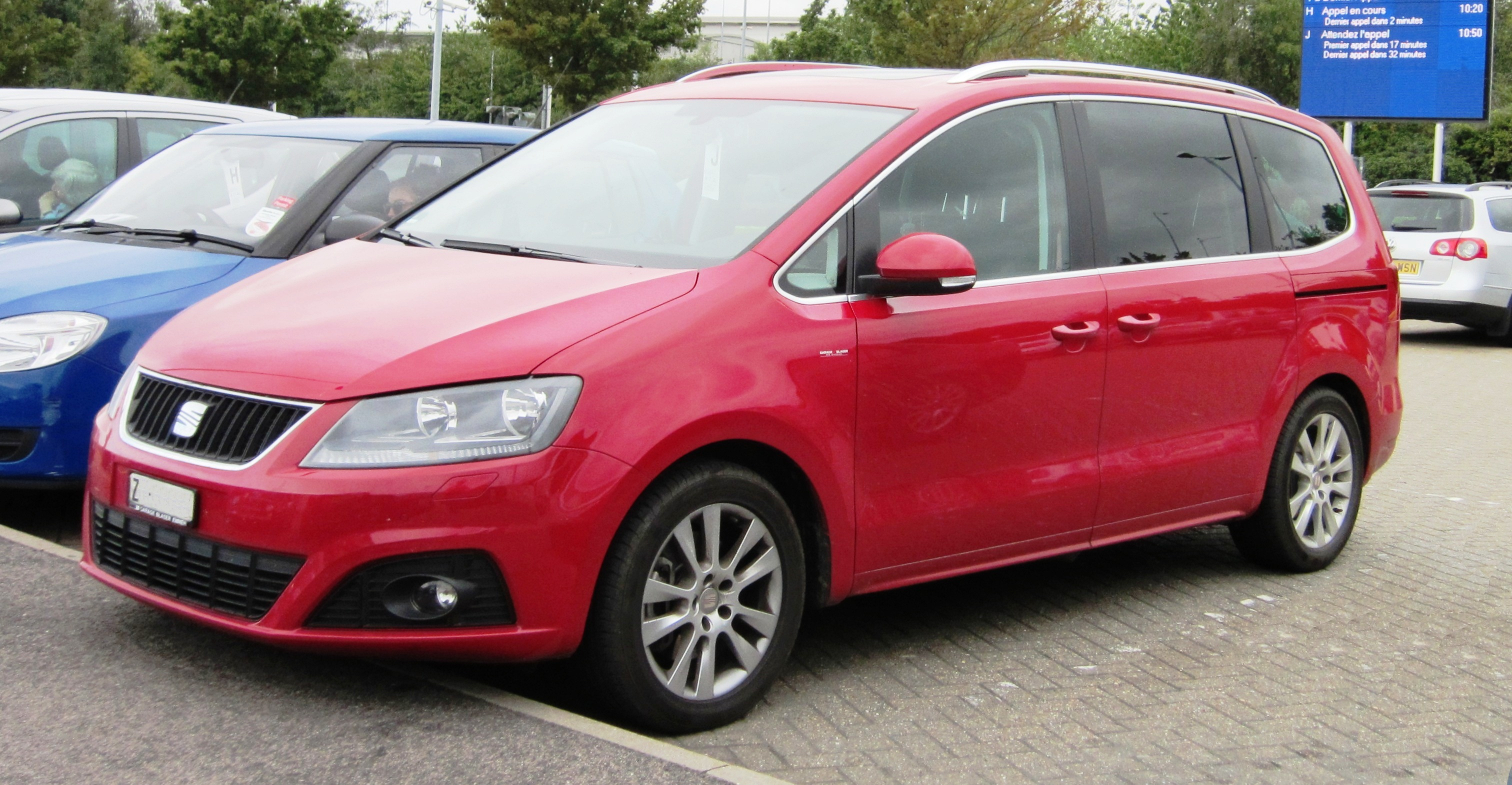
Seat Alhambra II

SEAT Alhambra другого покоління офіційно представлено 19 квітня 2010 року. Він стоїть на тій же платформі, що і Volkswagen Sharan II. Продажі почалися 2 жовтня 2010 року.
Клиноподібна форма кузова демонструє динамічність і підкреслює практичність автомобіля. Рестайлінг 2010 року зробив екстер'єр автомобіля більш цікавим. Найбільше оновлення торкнулися передньої частини машини, яка отримала ксенонові фари і оновлену трапецієподібну решітку радіатора. Розсувні двері спрощують посадку і висадку з автомобіля. Автомобіль комплектується 16-дюймовими колесами. Габарити Seat Alhambra рівні: довжина - 4,85 м, ширина - 1,9 м, у порівнянні з початковими варіантами, Альхамбра виріс на 22 см у довжину і 9 см у ширину. 
Стандартна комплектація Seat Alhambra включає у себе:
- передні і бічні подушки безпеки,
- ABS,
- ESP,
- шторки безпеки,
- EBA,
- передні протитуманні фари,
- електродзеркала з паркувальною позицією,
- 16-дюймові легкосплавні колеса,
- чотириспицеве шкіряне кермо,
- система кріплення дитячих сидінь Isofix,
- Вікна з електроприводом[2].